# Brunovce
Brunovce és un poble i municipi d'Eslovàquia que es troba a la regió de Trenčín.

## Història
La primera menció escrita de la vila es remunta al 1374.

## Demografia
| Godina             | 1994 | 2004   | 2014   | 2024    |
| ------------------ | ---- | ------ | ------ | ------- |
| Nombre de persones | 534  | 544    | 551    | 638     |
| Diferència         |      | +1,87% | +1,28% | +15,78% |

| Godina             | 2023 | 2024   |
| ------------------ | ---- | ------ |
| Nombre de persones | 632  | 638    |
| Diferència         |      | +0,94% |